# Chi Mướp
Chi Mướp (danh pháp khoa học: Luffa, từ tiếng Ả Rập لوف lūf) là một loại dây leo sống một năm ở vùng nhiệt đới và cận nhiệt đới.
Quả của ít nhất hai loài là L. acutangula và L. aegyptiaca được thu hoạch khi còn non để làm rau ăn, rất phổ biến ở châu Á (Ấn Độ, Trung Quốc, Nepal, Bhutan, Bangladesh, Việt Nam) và châu Phi. L. acutangula gọi là jhingey trong tiếng Bengal và turai trong tiếng Hindi. Quả của L. aegyptiaca cũng có khi để già để lấy xơ mướp phục vụ cho việc sử dụng trong nhà tắm hay nhà bếp sau khi đã loại bỏ mọi thứ chỉ còn để lại phần lõi chứa các sợi gỗ trong ruột (xylem). Loại này được gọi là dhundul trong tiếng Bengal, ghiya tori hay nerua trong tiếng Hindi, "peerkankai" trong tiếng Tamil.
Các loài thuộc chi Mướp bị ấu trùng của một số loài côn trùng thuộc bộ cánh vẩy (Lepidoptera) phá hoại, chẳng hạn Hypercompe albicornis.

## Các loài
Hiện tại người ta công nhận 9 loài thuộc chi này:
- Luffa acutangula (L.) Roxb., 1832: Mướp khía, mướp tàu.
- Luffa aegyptiaca Mill., 1768: Mướp hương, mướp Ai Cập.
- Luffa astori Svenson, 1935
- Luffa echinata Roxb., 1832
- Luffa graveolens Roxb., 1832
- Luffa operculata (L.) Cogn., 1878: Mướp xơ
- Luffa quinquefolia (Hook. & Arn.) Seem., 1856
- Luffa saccata F.Muell. ex I.Telford, 2011
- Luffa sepium (G.Mey.) C.Jeffrey, 1992

## Ảnh

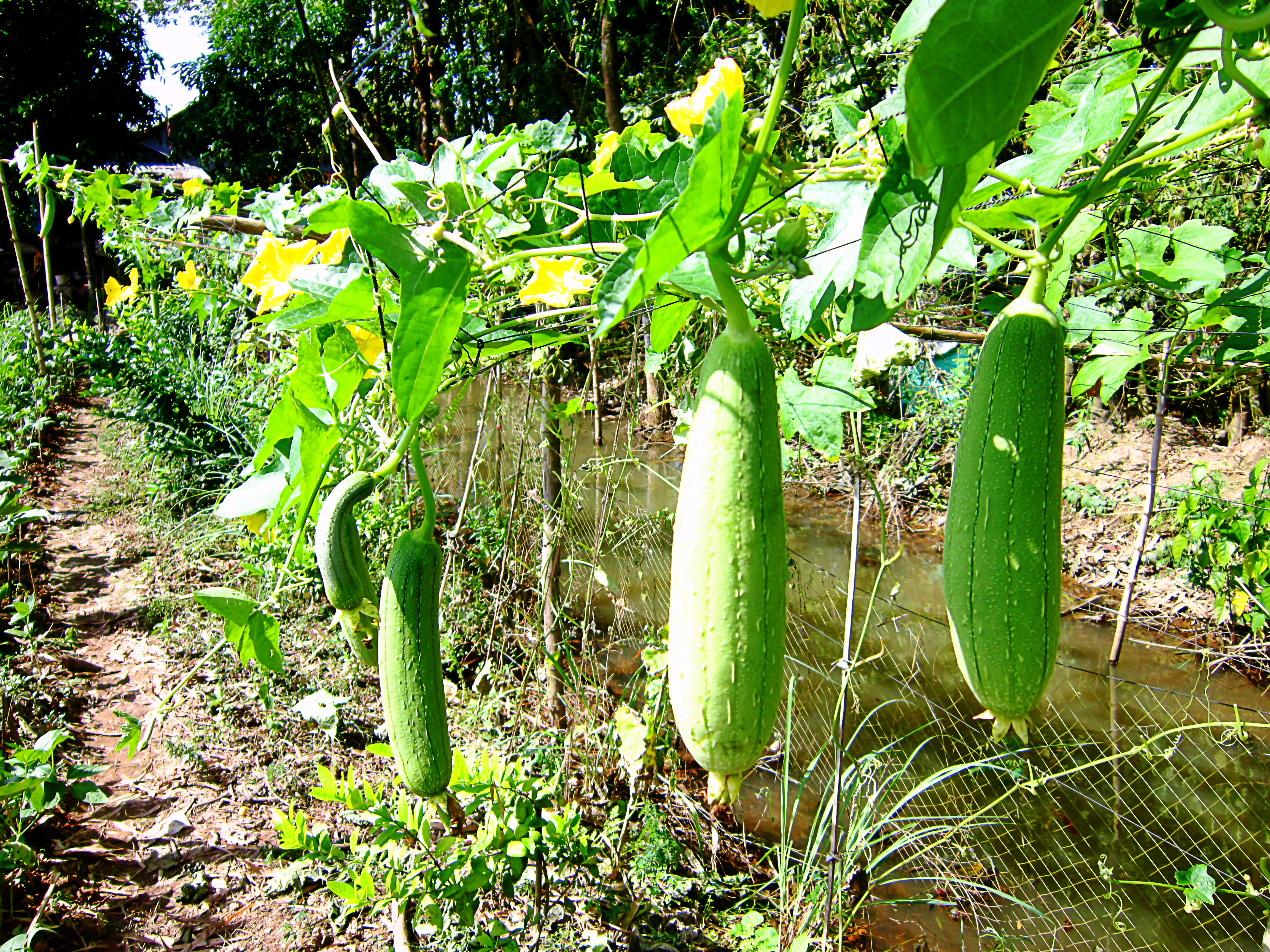
Trái mướp
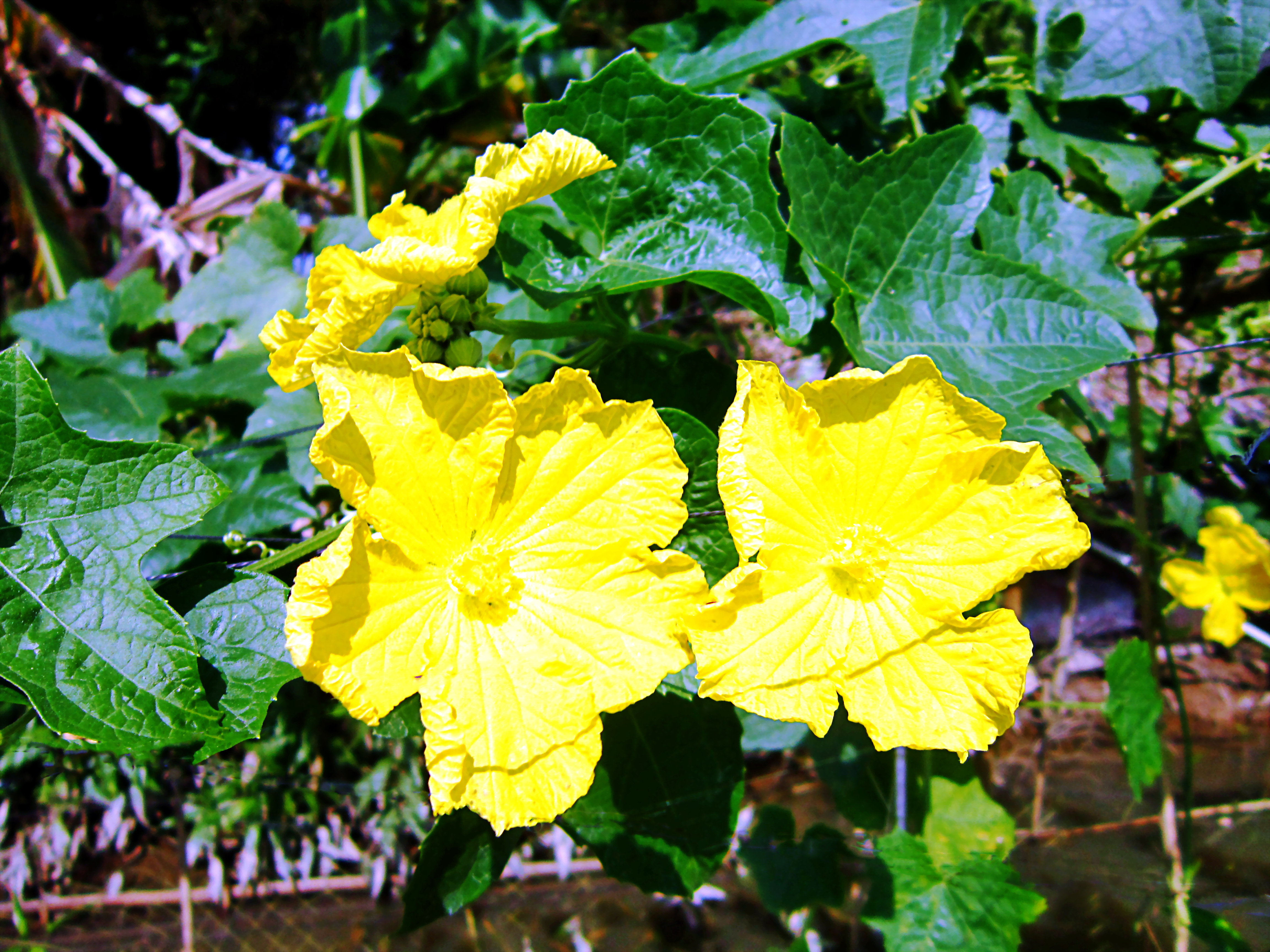
Hoa mướp
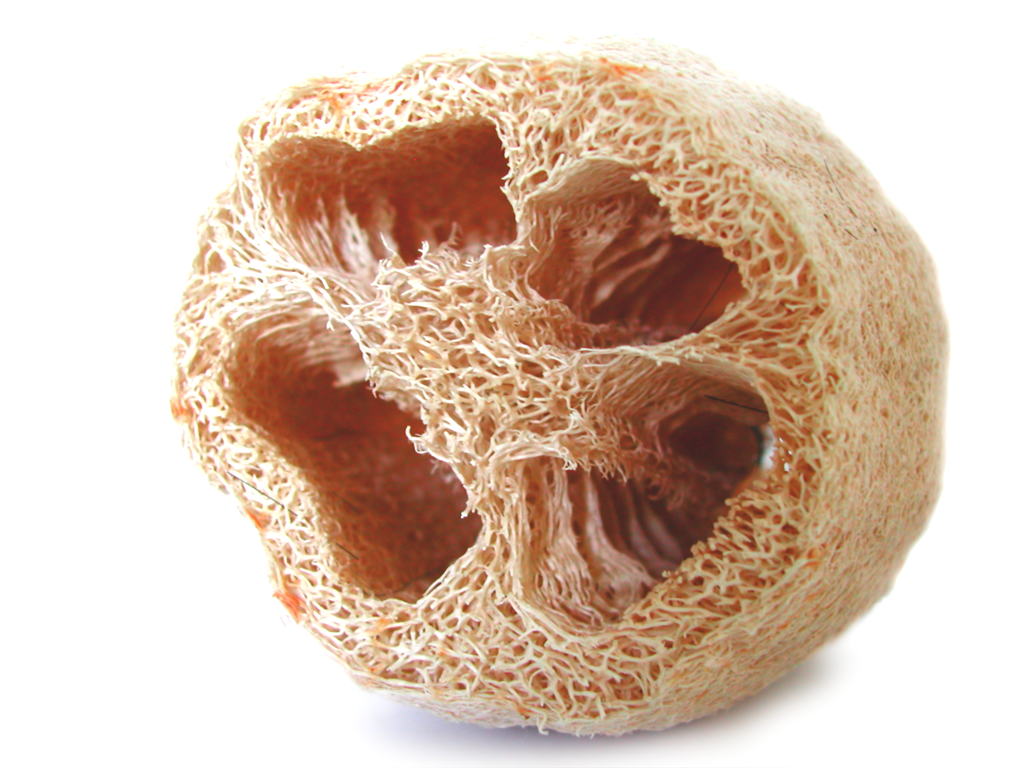
Xơ mướp
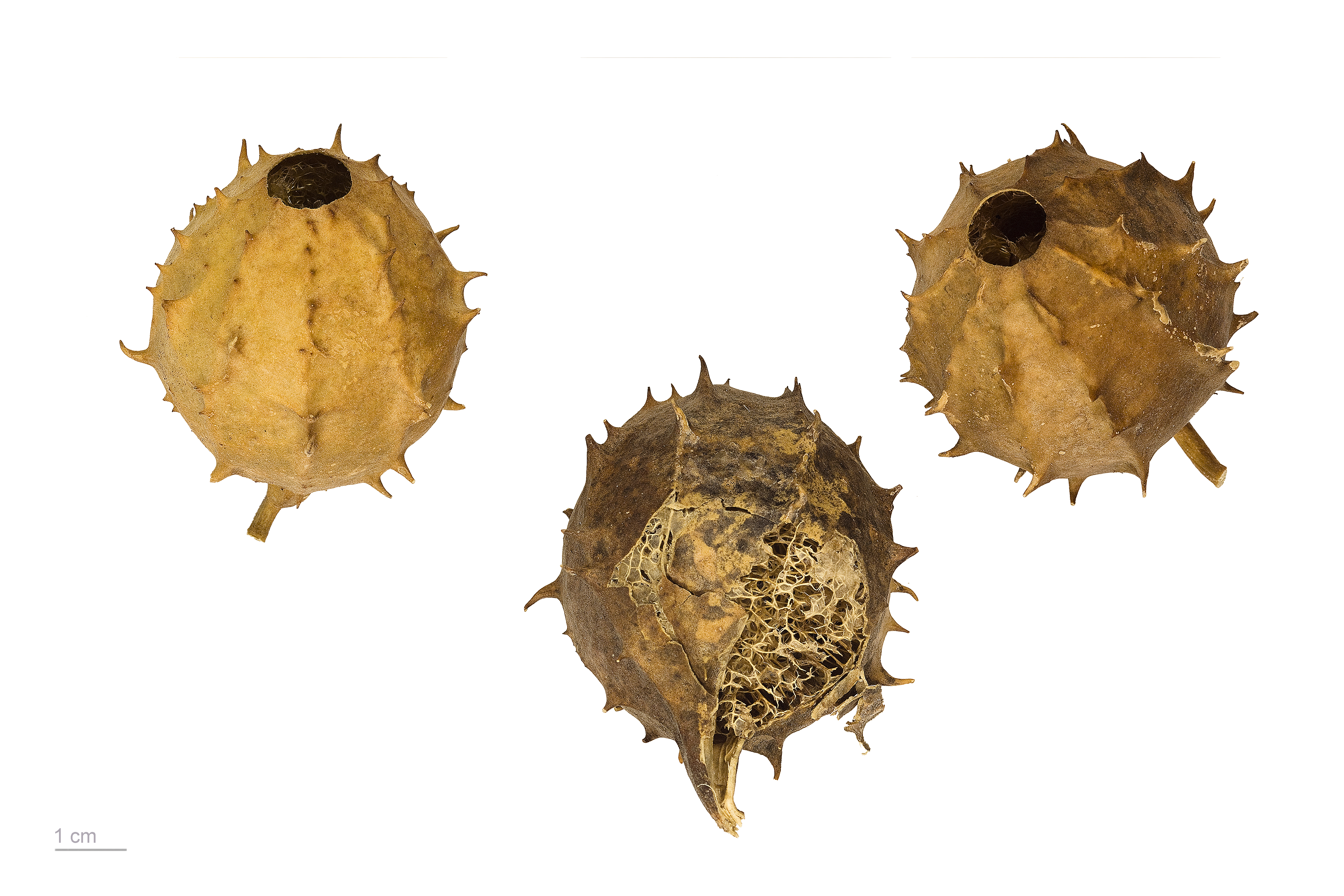
Luffa operculata
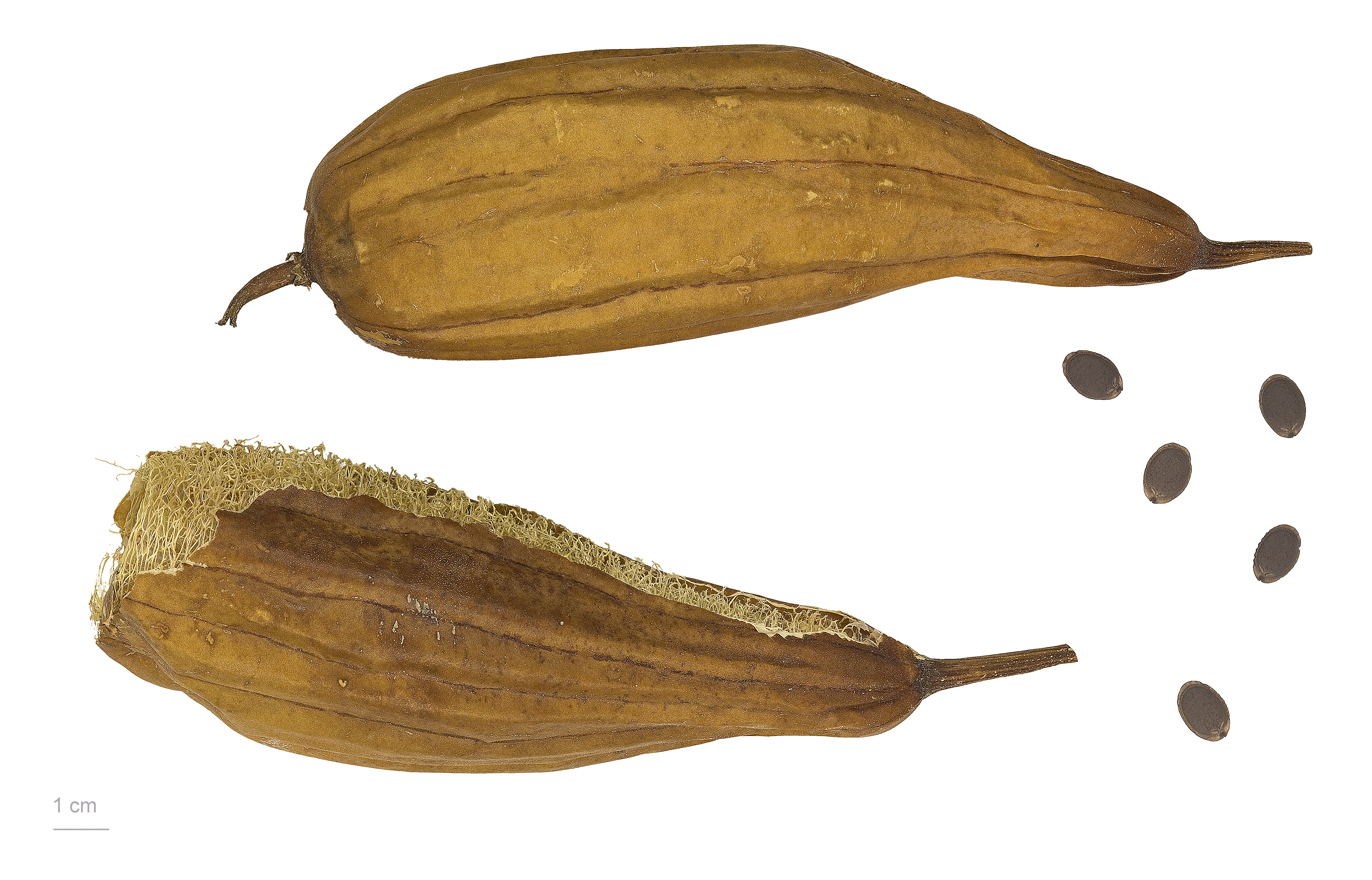
Luffa aegyptiaca